# Drifters (Schweden)
Drifters ist eine Dansband aus Skövde in Schweden.

## Diskografie

### Alben
| Jahr | Titel                 | Höchstplatzierung, Gesamtwochen, AuszeichnungChartsChartplatzierungen (Jahr, Titel, Platzierungen, Wochen, Auszeichnungen, Anmerkungen) | Anmerkungen |
| Jahr | Titel                 | SE | Anmerkungen |
| ---- | --------------------- | --- | ----------- |
| 1975 | Ett äventyr           | SE35 (7 Wo.)SE |             |
| 2007 | Ett liv med dig       | SE31 (3 Wo.)SE |             |
| 2008 | Tycker om dig         | SE2 (7 Wo.)SE |             |
| 2009 | Ljudet av ditt hjärta | SE3 (7 Wo.)SE |             |
| 2010 | Stanna hos mig        | SE3 (10 Wo.)SE |             |
| 2011 | Hoppas på det bästa   | SE6 (7 Wo.)SE |             |
| 2013 | Jukebox               | SE2 (6 Wo.)SE |             |
| 2014 | Blå blå känslor       | SE18 (3 Wo.)SE |             |
| 2015 | Vår egen väg          | SE35 (1 Wo.)SE |             |

Weitere Alben
- 1974: I kväll
- 1977: Dansa, disco, rock
- 1984: Tjejer
- 1987: Kom igen
- 1989: Drifters med dansmusiken-89 (25. Jubiläum)
- 1993: Nästa gång det blir sommar
- 1995: Det finns en
- 1997: Det brinner en låga
- 2000: På begäran
- 2001: Om du vill ha mig
- 2004: Det har jag ångrat tusenfalt
- 2004: Träum dich zu mir
- 2006: Kärlek är inget spel
- 2008: Midsommar: Ein Lied für die Liebe

## Svensktoppen
- 1993: Flyga över himmelen blå (mit Marie Arturén)
- 1993: Nästa gång det blir sommar (mit Marie Arturén)
- 1994: Kommer tid kommer råd (mit Marie Arturén)
- 1994: Lycka till (mit Marie Arturén)
- 1994: Än kan jag känna det där (mit Marie Arturén)
- 1995: Det finns en (mit Marie Arturén)
- 1995: Ännu en gång (mit Marie Arturén)
- 1997: Du ger kärleken ett namn (mit Ann-Charlotte)
- 1997: Det brinner en låga
- 1999: Kärlek och gemenskap
- 2000: Kärleken rår ingen på
- 2000: Kom hem och sov i min säng
- 2001: Om du vill ha mig

### Svensktoppen Tests
- 1998: Jag säger som det är
- 2002: En på miljonen[2][3]
- 2011: Stanna hos mig
- 2011: Kom tillbaks